# Beatriz de Borbón
Beatriz de Borbón (1320 - Damvillers, 23 de diciembre de 1383), noble francesa, hija de Luis I de Borbón y María de Henao. Fue reina de Bohemia por su matrimonio con Juan I de Luxemburgo.

## Biografía
Era la hija más joven de Luis I de Borbón, conde de Clermont y de La Marche, y de María de Avesnes, hija de Juan I, conde de Henao y de Holanda. Era descendiente por línea masculina del rey Luis IX de Francia.
Beatriz fue comprometida en primera instancia con Felipe, el segundo hijo de Felipe I de Tarento, el 29 de mayo de 1321. El compromiso se rompió poco después y las negociaciones de matrimonio con Bohemia comenzaron. 

## Descendencia
Se casó en Vincennes en 1334, con Juan I de Luxemburgo (1296-1346), viudo de Isabel I de Bohemia (1292-1330). De esta unión nacieron dos hijos:
- Wenceslao I de Luxemburgo (1337-1383), duque de Luxemburgo y de Brabante.
- Bona de Luxemburgo

Alrededor de 1347, se casó por segunda vez con Odón II, señor de Grancey (entonces viudo), en su estado de Damvillers. A pesar de su nuevo matrimonio, pudo conservar el título de reina de Bohemia. La pareja no tuvo hijos.
Poco después de su segundo matrimonio, organizó el compromiso de su hijo Wenceslao con Juana, duquesa de Brabante, hija de Juan III de Brabante y viuda de Guillermo II de Henao; que era quince años mayor que él. El matrimonio tuvo lugar en Damvillers cuatro años más tarde, el 17 de mayo de 1351.

## Muerte
Beatriz murió el 23 de diciembre de 1383, después de haber sobrevivido a su hijo (a sólo dieciséis días) y a todos sus hijastros. Fue enterrada en la iglesia (ahora demolida) del Convento de los Jacobinos de París, su efigie se encuentra ahora en la Basílica de Saint-Denis. Su segundo marido le sobrevivió seis años.